# Tommaso Campanella
Tommaso Campanella (n. 4 septembrie 1568, Stilo, Regatul Neapolelui – d. 21 mai 1639, Paris, Regatul Franței), botezat Giovanni Domenico Campanella, a fost un filozof, teolog și poet italian.
Călugăr dominican format sub influența lui Telesio, lucrările sale "Filosofia democrației prin simțuri", "Cetatea soarelui" (scrisă împreună cu "Poezii Filozofice" în beciurile Inchiziției unde a fost închis în 1599, și torturat timp de 27 de ani, fără să cedeze), constituie o încercare de a organiza rațional societatea preconizând desființarea proprietății private, fiind astfel, alături de Thomas Morus, unul dintre cei mai importanți precursori ai teoriei comunismului. Referitor la cunoaștere Campanella consideră, în spiritul noii epoci, că baza ei constă în sensibilitate. Cel mai important dintre simțuri ar fi pipăitul și acesta le include pe toate celelalte. Ca atare, el îndeamnă la cunoașterea experimentală și la studierea minuțioasă a naturii.

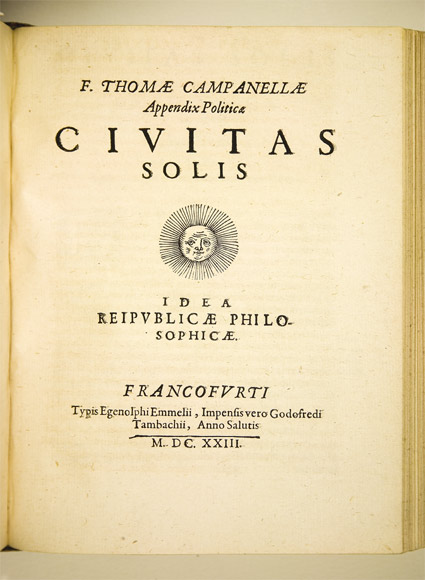
Civitas Solis, Frankfurt pe Main, 1623